# Lila ökörfarkkóró
A lila ökörfarkkóró (Verbascum phoeniceum) a görvélyfűfélék (Scrophulariaceae) családjába tartozó növényfaj. Generikus nevét onnan kapta, hogy csoportos, fürtös virága ökörfark-vastagságú.

## Leírása

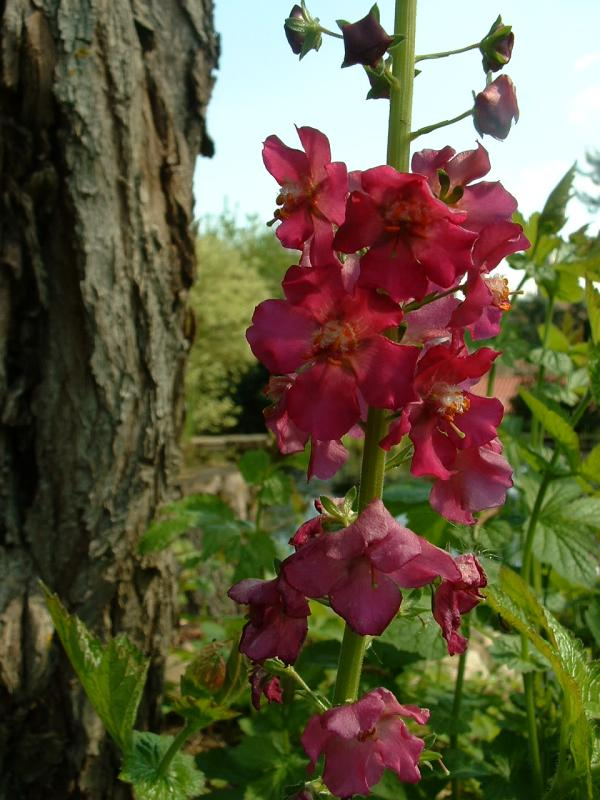
Lila ökörfarkkóró

80–110 cm magas, karógyökerű évelő. Szára felálló, pelyhes, nem ágazik el. A tőlevélrózsa levelei visszás-tojásdadok, nagyok, nyelesek, rendszerint ép szélűek, fonákukon pelyhesek. Az alsó szárlevelek nyelesek, a felsők ülők. A májustól júliusig nyíló virágzat szártetőző fürt, a virágok magánosan állnak a mirigyszőrös kocsányon. A kocsányok sokkal hosszabbak a murváknál és a csészénél is. A csészék mirigyszőrösek, a szirmok kerekek, ibolyaszínűek, a porzók piros gyapjasak. Termése tojásdad tok.

## Változatok
- Verbascum phoeniceum 'Flush of White' – fehér virágú változat
- Verbascum phoeniceum 'Rosetta' – rózsaszínű virágú változat
- Verbascum phoeniceum 'Violetta' – lila virágú változat

## Élőhelye
Szikla- és pusztafüves lejtőkön, sziklagyepekben, hegyi réteken, löszpusztaréteken, homokpusztákon, legelőkön. Régi leírás szerint hibrid faj, mely kertek díszéül is szolgált. Közép-Kelet-Európában és a Közel-Keleten fordul elő.